# Abraxas nebularia
Abraxas nebularia là một loài bướm đêm trong họ Geometridae.